# Batalhões da Juventude
Os Batalhões da Juventude foram os grupos de jovens comunistas engajados na França durante a luta armada contra as tropas de ocupação alemãs entre julho de 1941 e o começo de 1942. Depois disso, foram integrados aos Franco-atiradores e partidários (FTP).

## História
Em julho de 1941, após a ruptura do pacto germano-soviético e a invasão da URSS pelas tropas hitleristas, o Partido Comunista Francês, clandestino a partir de sua dissolução em setembro de 1939, tomou a decisão de se lançar na luta armada contra a ocupação alemã, de acordo com as diretivas recebidas da Internacional Comunista. A partir de agosto de 1941, o PCF recrutou membros do Movimento Jovens Comunistas da França para formar grupos armados e continuar os atentados. Aqueles dentre eles que sobreviveram se engajam em seguida na Organização Especial, mas o historiador Roger Bourderon afirma que o nome  « Batalhões da Juventude » foi utilizado sob a ocupação, o que é confirmado por Franck Liaigre. 

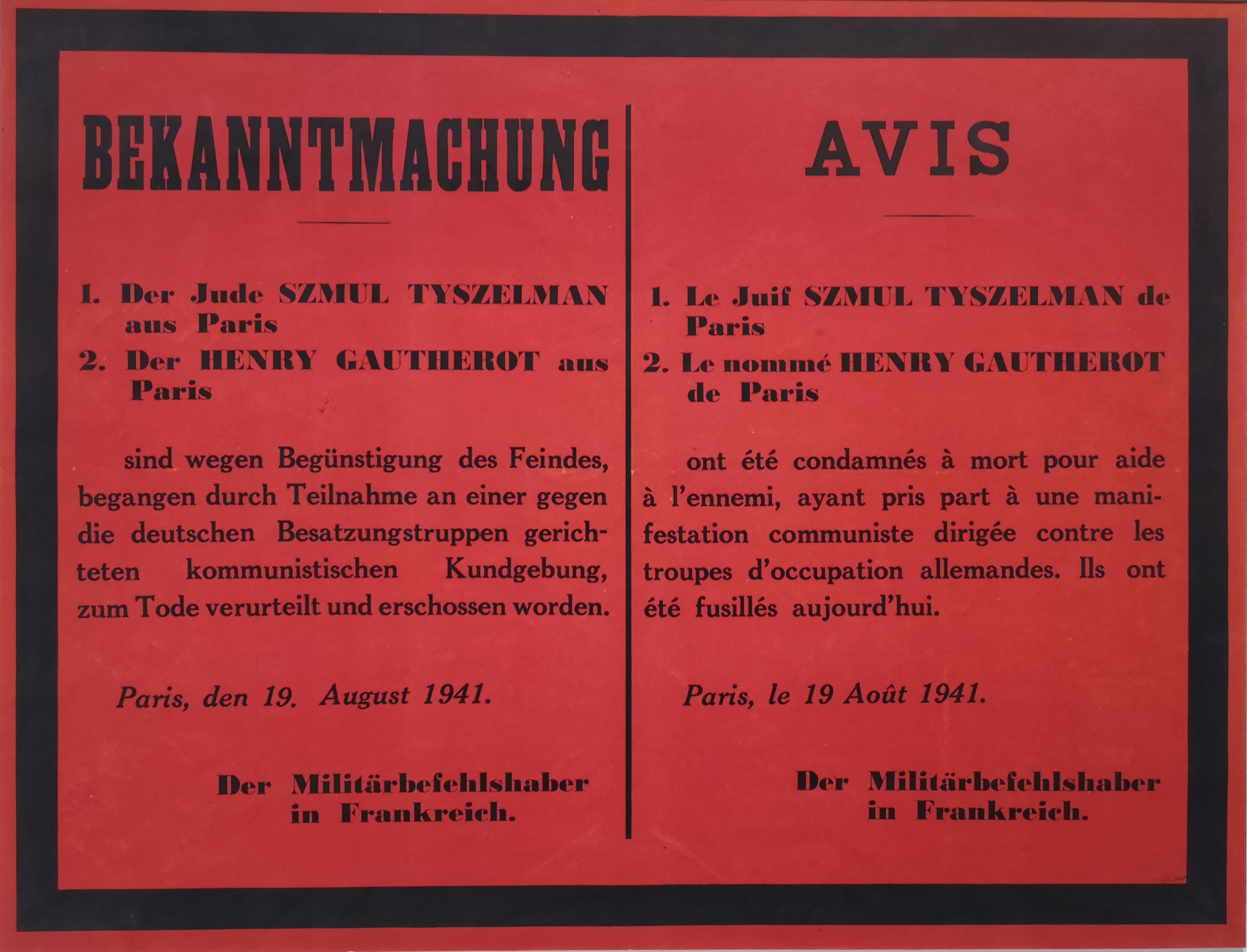
A execução de Samuel Tyszelman, chamado "Titi" e de Gautherot marcará todos os seus camaradas, jovens comunistas como eles, que formaram, a partir de agosto de 1941, os Batalhões da Juventude

No dia 2 de outubro, Albert Ouzoulias, que acaba de escapar de um campo de prisioneiros, é nomeado chefe desta organização nascente, a conselho de Danielle Casanova. Ele é ajudado por Pierre Georges, que apesar de seus 22 anos, é um veterano da Guerra Civil Espanhola e que será conhecido mais tarde sob o nome de Fabien, e seu pseudônimo será Fredo. É ele quem faz o primeiro atentado reconhecido contra um oficial alemão em uma estação de metrô de Paris, em companhia de Gilbert Brustlein e de Bob Gueusquin.
A maioria dos membros dos Batalhões da Juventude eram muito jovens; muitos tinham menos de vinte anos. Eles foram essencialmente implantados na região de Paris onde seus efetivos não passavam de 36 homens. Eram trabalhadores ou estudantes, e, à exceção de Fredo, inexperientes no manejamento de armas.
A onda de ataques ocorreu em Paris e em várias cidades da província até novembro de 1941. Em 16 de outubro de 1941, Gilbert Brustlein foi enviado com Marcel Bourdarias, 17 anos, e Spartaco Guisco, 30 anos, à Nantes. No dia 20, eles mataram Karl Hotz, o Feldkommandant da Loire-Atlantique,  provocando a execução por fuzilamento de 48 reféns em Châteaubriant, Nantes e Paris. O atentado de Nantes não seria reivindicado pelo PCF antes de 1950.